# Đồng xu vàng

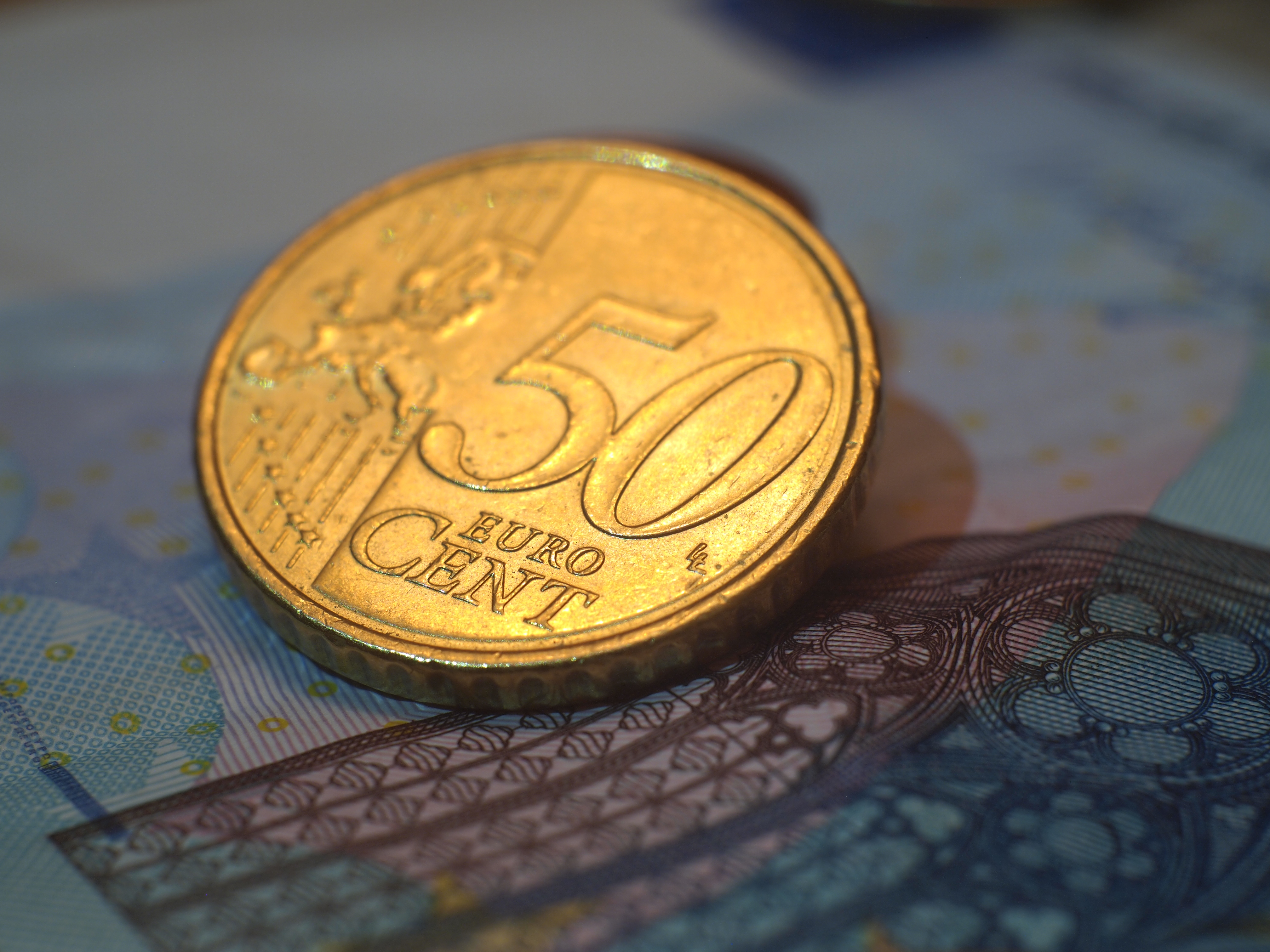
Một đồng Euro vàng 50 cent

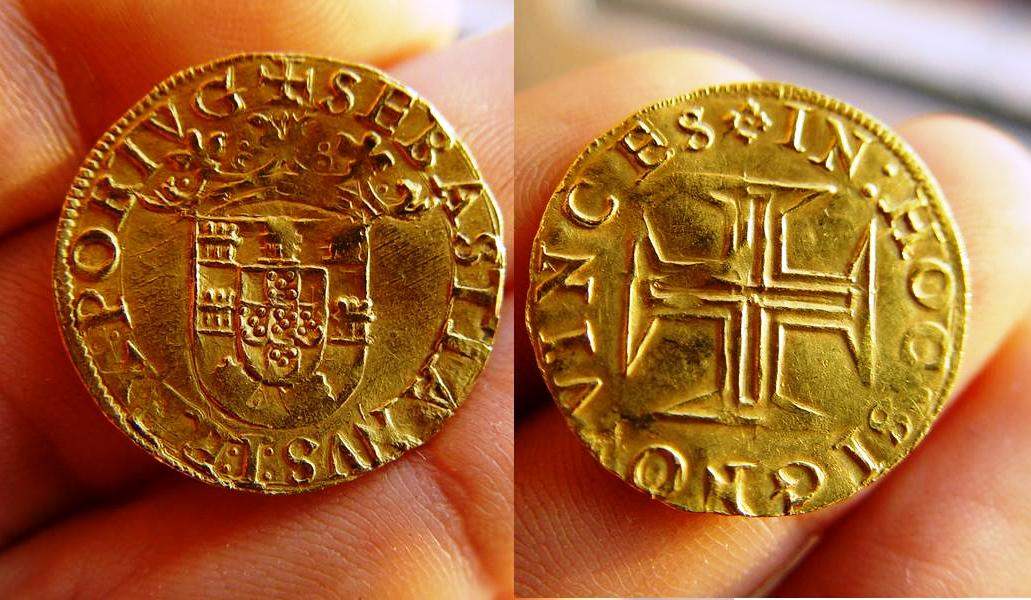
Một đồng xu vàng do Bồ Đào Nha sản xuất

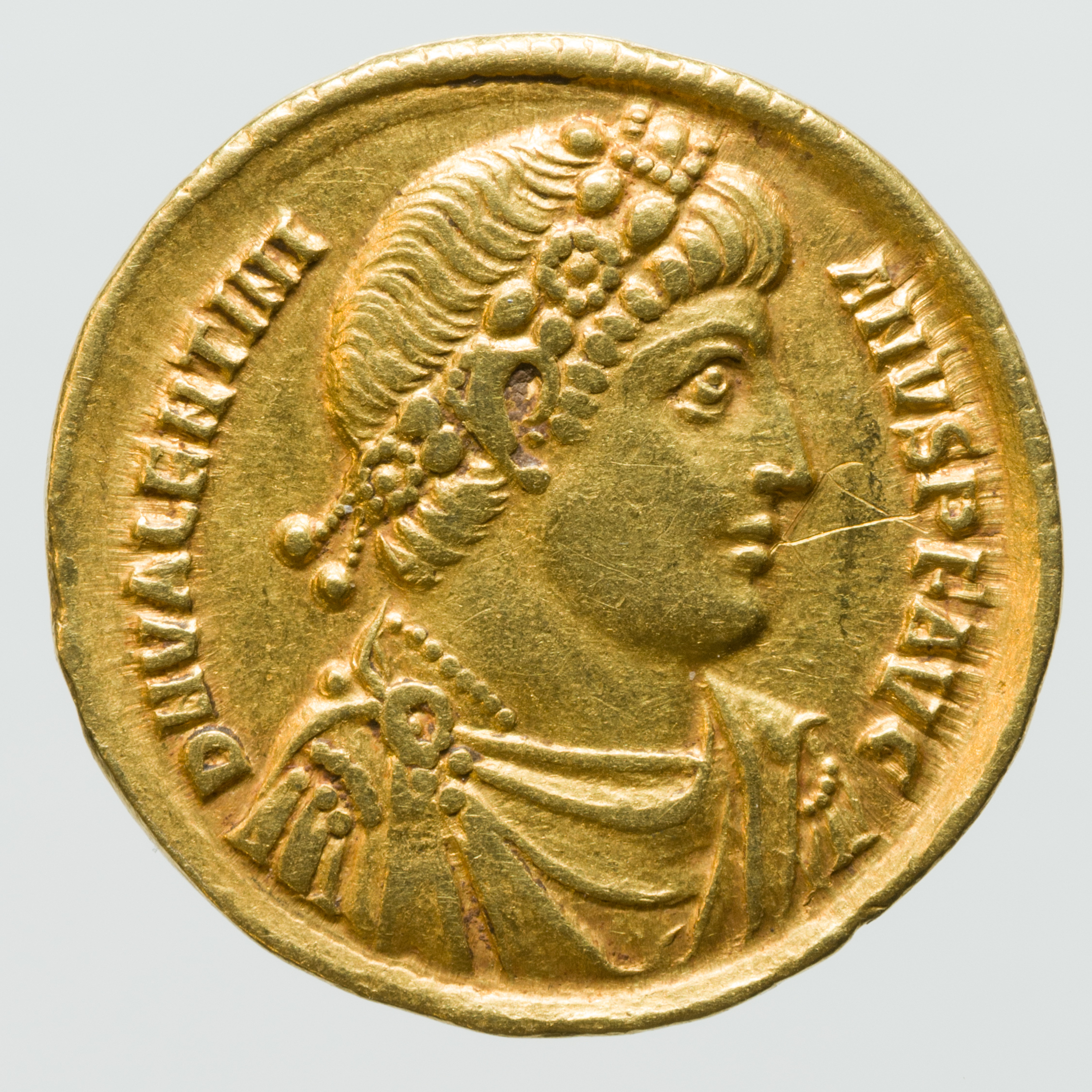
Một đồng xu vàng cổ vật thời vua Valentinian II

Đồng xu vàng (Gold coin) là đồng xu được làm chủ yếu hoặc hoàn toàn bằng vàng. Hầu hết các đồng tiền vàng được đúc từ năm 1800 có tỷ lệ từ 90–92% vàng (22kara), trong khi hầu hết các đồng tiền thỏi vàng ngày nay là được làm bằng vàng nguyên chất, thì còn có các đồng tiền vàng hợp kim thường có 91,7% trọng lượng là vàng, phần còn lại là bạc và đồng. Cho đến khoảng những năm 1930, tiền vàng là đồng xu lưu hành, bao gồm Exonumia và đồng Dinar vàng. Kể từ đó, tiền vàng chủ yếu được sản xuất dưới dạng đồng xu thỏi cho nhà đầu tư vàng và dưới dạng đồng xu kỷ niệm cho người sưu tập tiền xu. Mặc dù tiền vàng hiện đại vẫn là đấu thầu hợp pháp, nhưng chúng không được sử dụng trong giao dịch tài chính hàng ngày, vì giá trị kim loại luôn vượt quá giá trị danh nghĩa. Vàng đã được sử dụng trong thương mại (bên cạnh các kim loại quý khác) ở Cận Đông cổ đại kể từ Thời đại đồ đồng, nhưng đồng xu vàng có nguồn gốc muộn hơn nhiều vào thế kỷ thứ VI trước Công nguyên ở Anatolia.
Dự trữ vàng của ngân hàng trung ương bị chi phối từ vàng miếng, nhưng tiền xu vàng đôi khi có thể đóng góp vào sự chi phối này. Vàng đã được sử dụng làm tiền vì nhiều lý do. Vàng có thể vận chuyển dễ dàng vì nó có tỷ lệ giá trị trên trọng lượng cao so với hàng hóa như bạc. Vàng có thể được đúc lại, chia thành các đơn vị nhỏ hơn hoặc nấu chảy thành các đơn vị lớn hơn như vàng miếng mà không làm giảm giá trị kim loại của nó. Mật độ của vàng cao hơn hầu hết các kim loại khác, nên rất khó làm giả vàng. Ngoài ra, vàng cực kỳ không phản ứng về mặt hóa học: nó không bị xỉn màu hoặc ăn mòn theo thời gian. Tiền xu vàng đã trở nên phổ biến trong thời Trung cổ ở châu Âu. Những đồng tiền này được làm bằng vàng nguyên chất và mức độ sử dụng thấp so với những đồng tiền làm bằng đồng và bạc dồi dào hơn. Tiền xu vàng thường được nấu chảy nếu nguyên liệu thô có giá trị hơn đồng xu. Để ngăn chặn điều này, tiền xu đã được thiết kế phức tạp hơn nhằm nâng cao giá trị của đồng xu và ngăn chặn việc cắt xén. Tiền xu vàng sau đó đã có một thời gian rất dài là một hình thức tiền tệ chính, chỉ không còn được sử dụng vào đầu thế kỷ 20. Hầu hết thế giới đã ngừng sử dụng tiền vàng làm tiền tệ vào năm 1933, khi các quốc gia chuyển từ bản vị vàng do tích trữ trong cuộc khủng hoảng kinh tế toàn cầu của Đại suy thoái.